# Arrondissement de Rheingau-Taunus
L’arrondissement de Rheingau-Taunus est un arrondissement (Landkreis en allemand) de Hesse (Allemagne) situé dans le district (Regierungsbezirk en allemand) de Darmstadt.
Son chef-lieu est Bad Schwalbach.
Le blason de l'arrondissement comprend la roue de Mayence rouge sur fond d’argent.

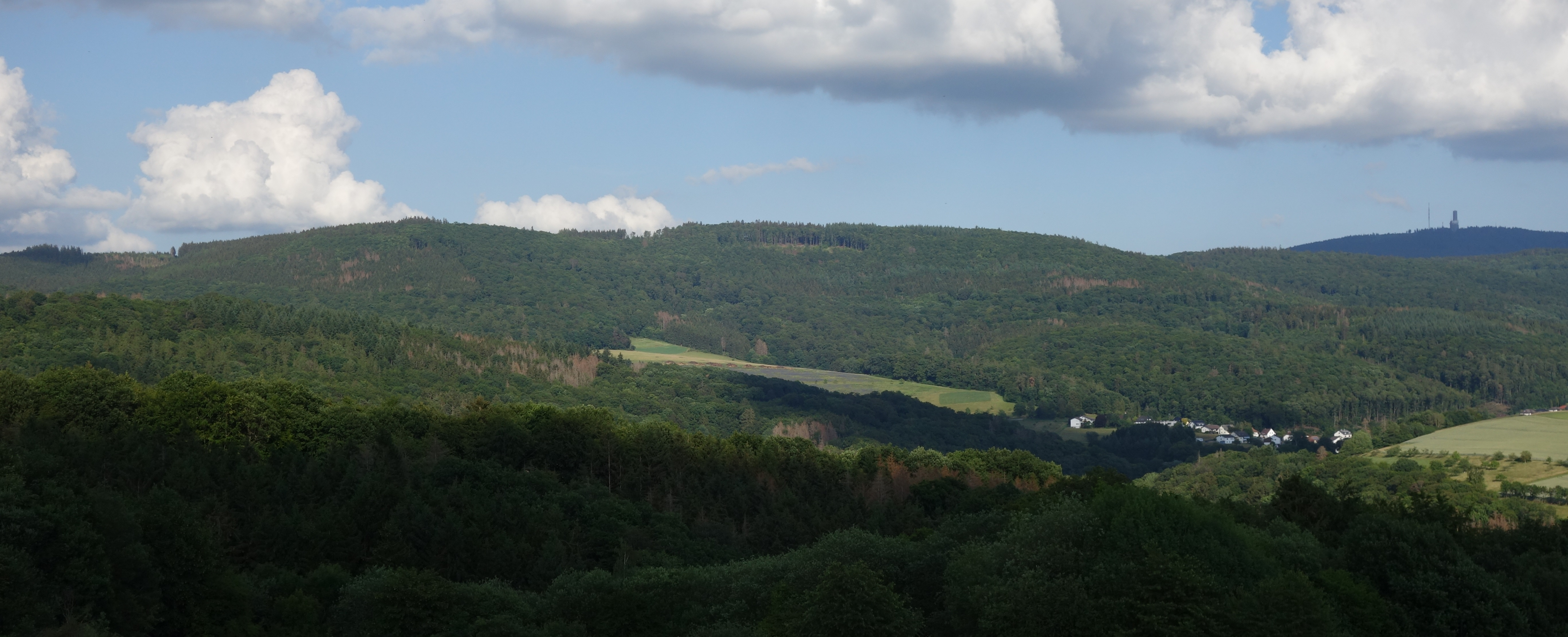
Le mont Windhain, culminant à 629,3 mètres, est le point culminant du district de Rheingau-Taunus, au-dessus de la ville de Waldems-Wüstems.

## Villes, communes et communautés d'administration
(nombre d'habitants au 31/12/2008)
| Villes - 1. Bad Schwalbach (10 854) - 2. Eltville am Rhein (17 333) - 3. Geisenheim (11 581) - 4. Idstein (23 012) - 5. Lorch (3 933) - 6. Oestrich-Winkel (11 733) - 7. Rüdesheim am Rhein (9 671) - 8. Taunusstein (29 033) | Communes - 1. Aarbergen (6 104) - 2. Heidenrod (7 939) - 3. Hohenstein (6 185) - 4. Hünstetten (10 116) - 5. Kiedrich (3 964) - 6. Niedernhausen (14 534) - 7. Schlangenbad (6 320) - 8. Waldems (5 575) - 9. Walluf (5 600) |